# Liste der Baudenkmale in Friedrichswalde
In der Liste der Baudenkmale in Friedrichswalde sind alle Baudenkmale der brandenburgischen Gemeinde Friedrichswalde und ihrer Ortsteile aufgelistet. Grundlage ist die Veröffentlichung der Landesdenkmalliste mit dem Stand vom 31. Dezember 2020. In der Liste der Bodendenkmale in Friedrichswalde sind die Bodendenkmale aufgeführt.

## Baudenkmale nach Ortsteilen
In den Spalten befinden sich folgende Informationen:
- ID-Nr.: Die Nummer wird vom Brandenburgischen Landesamt für Denkmalpflege vergeben. Ein Link hinter der Nummer führt zum Eintrag über das Denkmal in der Denkmaldatenbank. In dieser Spalte kann sich zusätzlich das Wort Wikidata befinden, der entsprechende Link führt zu Angaben zu diesem Denkmal bei Wikidata.
- Lage: die Adresse des Denkmales und die geographischen Koordinaten. Link zu einem Kartenansichtstool, um Koordinaten zu setzen. In der Kartenansicht sind Denkmale ohne Koordinaten mit einem roten beziehungsweise orangen Marker dargestellt und können in der Karte gesetzt werden. Denkmale ohne Bild sind mit einem blauen bzw. roten Marker gekennzeichnet, Denkmale mit Bild mit einem grünen beziehungsweise orangen Marker.
- Bezeichnung: Bezeichnung in den offiziellen Listen des Brandenburgischen Landesamtes für Denkmalpflege. Ein Link hinter der Bezeichnung führt zum Wikipedia-Artikel über das Denkmal.
- Beschreibung: die Beschreibung des Denkmales
- Bild: ein Bild des Denkmales und gegebenenfalls einen Link zu weiteren Fotos des Baudenkmals im Medienarchiv Wikimedia Commons

### Friedrichswalde
| ID-Nr.            | Lage   | Bezeichnung                   | Beschreibung | Bild           |
| ----------------- | ------ | ----------------------------- | --- | -------------- |
| 09175634 Wikidata | (Lage) | Dorfkirche und Kriegerdenkmal | Die evangelische Dorfkirche stammt aus dem Jahr 1783. 1890 wurde die Kirche um einen Turm ergänzt. Im Jahre 1956 wurde die Kirche um vier Meter verkürzt. Im Inneren befindet sich eine Empore aus Holz in Hufeisenform. Die Kanzel stammt aus dem Jahre 1783, sie steht allerdings auf einem Sockel aus dem Jahre 1957. | weitere Bilder |

### Glambeck
| ID-Nr.            | Lage              | Bezeichnung                     | Beschreibung | Bild                            |
| ----------------- | ----------------- | ------------------------------- | --- | ------------------------------- |
| 09175289 Wikidata | (Lage)            | Kirche                          | Die evangelische Kirche wurde 1843 erbaut. Es ist ein rechteckiger Fachwerkbau mit einem Satteldach. Im Inneren befindet sich eine Balkendecke und eine Westempore. Zu der Ausstattung gehört ein Altarkruzifix und zwei Altarleuchten aus Gusseisen. | weitere Bilder                  |
| 09175550          | (Lage)            | Eiskeller, im Gutspark Glambeck | | Eiskeller, im Gutspark Glambeck |
| 09175590          | Dorfstraße (Lage) | Taubenturm                      | | Taubenturm                      |

### Parlow
| ID-Nr.            | Lage                         | Bezeichnung | Beschreibung | Bild           |
| ----------------- | ---------------------------- | ----------- | --- | -------------- |
| 09176000 Wikidata | Joachimsthaler Straße (Lage) | Dorfkirche  | Die evangelische Dorfkirche wurde von 1860 bis 1863 erbaut. Es ist ein Saalbau aus Backstein im Stil der Neuromanik mit einer halbrunden Apsis und eine Westturm mit Pyramidendach. Die Ausstattung im Inneren stammt aus der Bauzeit. | weitere Bilder |